# (2968) Илья
(2968) Илья (лат. Iliya) — астероид, относящийся к группе астероидов пересекающих орбиту Марса. Он был открыт 31 августа 1978 года советским астрономом Николаем Черных в Крымской астрофизической обсерватории и назван в честь былинного богатыря Ильи Муромца.

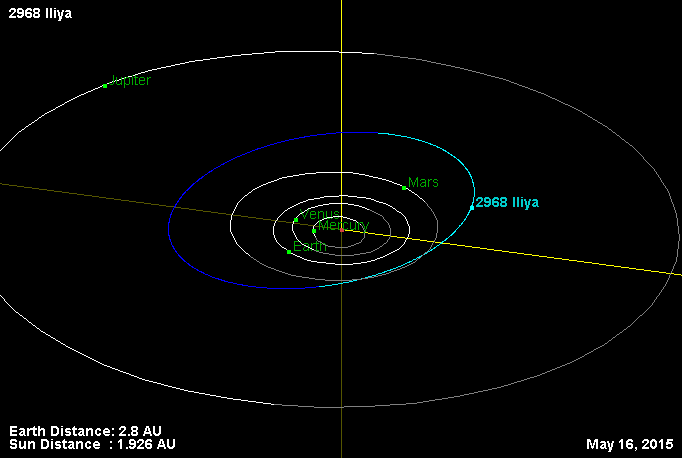
Орбита астероида Илья и его положение в Солнечной системе